# Gare d'Ambronay - Priay
La gare d'Ambronay - Priay est une gare ferroviaire française de la ligne de Mâcon à Ambérieu, située sur le territoire de la commune d'Ambronay, à proximité de Priay dans le département de l'Ain, en région Auvergne-Rhône-Alpes.
Elle est mise en service en 1856 par la Compagnie des chemins de fer de Paris à Lyon et à la Méditerranée (PLM).
C'est une halte voyageurs de la Société nationale des chemins de fer français (SNCF) desservie par des trains du réseau TER Auvergne-Rhône-Alpes.

## Situation ferroviaire
Établie à 252 mètres d'altitude, la gare d'Ambronay - Priay est située, au point kilométrique (PK) 61,274, de la ligne de Mâcon à Ambérieu, entre les gares de Pont-d'Ain et d'Ambérieu-en-Bugey. Au sud de la gare le raccordement d'Ambérieu permet l'accès à la ligne de Lyon à Genève, côté Genève évitant ainsi un rebroussement en gare d'Ambérieu. La gare comporte deux quais, le quai 1 d'une longueur de 95 m, et le quai 2 de 93 m.

## Histoire

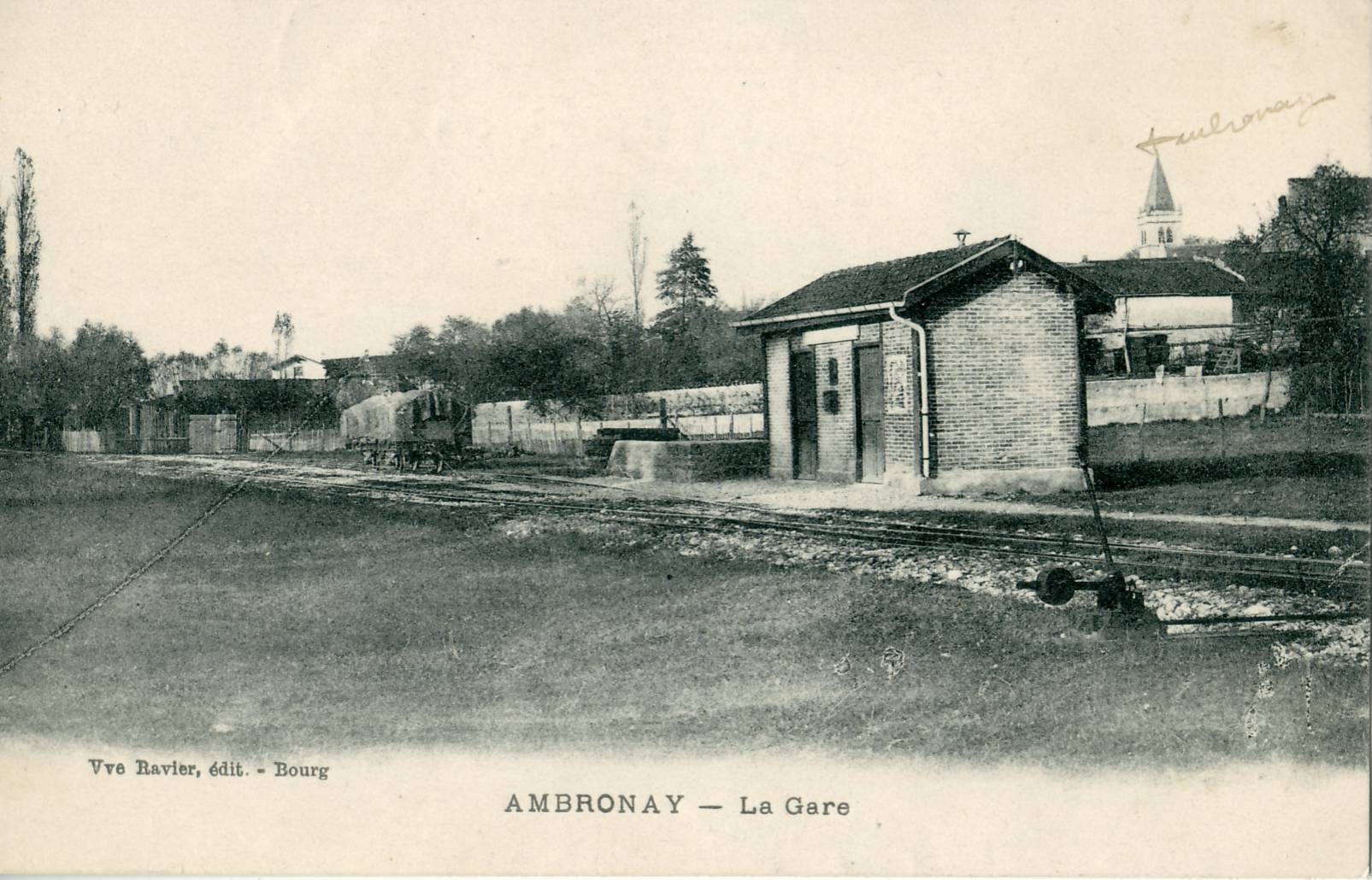
La gare dans les années 1920.

Le 23 juin 1856 a lieu la mise en service de la première section, entre Lyon et Bourg, du chemin de fer de Mâcon et de Lyon à Genève, par la Compagnie des chemins de fer de Paris à Lyon et à la Méditerranée (PLM). Lors de l'ouverture de la ligne, la « station d'Ambronay » est située entre Pont-d'Ain et Ambérieu.
Malgré une brève interruption du service ferroviaire dans les années 2000 pour cause d'une activité trop peu élevée (remplacement par des bus), la gare va reprendre de ses fonctions en 2012 notamment par le biais d'une rénovation des lieux (quai uniquement) la même année.
Avant d'être un PANG (point d'accès non géré), c'est-à-dire une gare en libre accès automatique, la gare d'Ambronay bénéficiait d'une intense activité due entre autres au camp militaire d'Ambronay qui s'est vu lui aussi fermé, mais définitivement contrairement à la gare. On y trouvait un guichet et une salle d'attente avec un hall.

## Fréquentation
Selon les estimations de la SNCF, la fréquentation annuelle de la gare s'élève aux nombres indiqués dans le tableau ci-dessous.
| Année               | 2024  | 2023  | 2022  | 2021  | 2020  | 2019  | 2018  | 2017  | 2016  | 2015  |
| ------------------- | ----- | ----- | ----- | ----- | ----- | ----- | ----- | ----- | ----- | ----- |
| Nombre de voyageurs | 8 293 | 8 222 | 8 271 | 6 321 | 5 665 | 9 145 | 5 983 | 6 623 | 7 700 | 7 463 |

## Service des voyageurs

### Accueil
Halte SNCF, c'est un point d'arrêt non géré (PANG) à accès libre.

### Desserte
Ambronay - Priay est desservie par des trains TER Auvergne-Rhône-Alpes sur les relations Mâcon-Ville, ou Bourg-en-Bresse, et Ambérieu-en-Bugey.

Installations
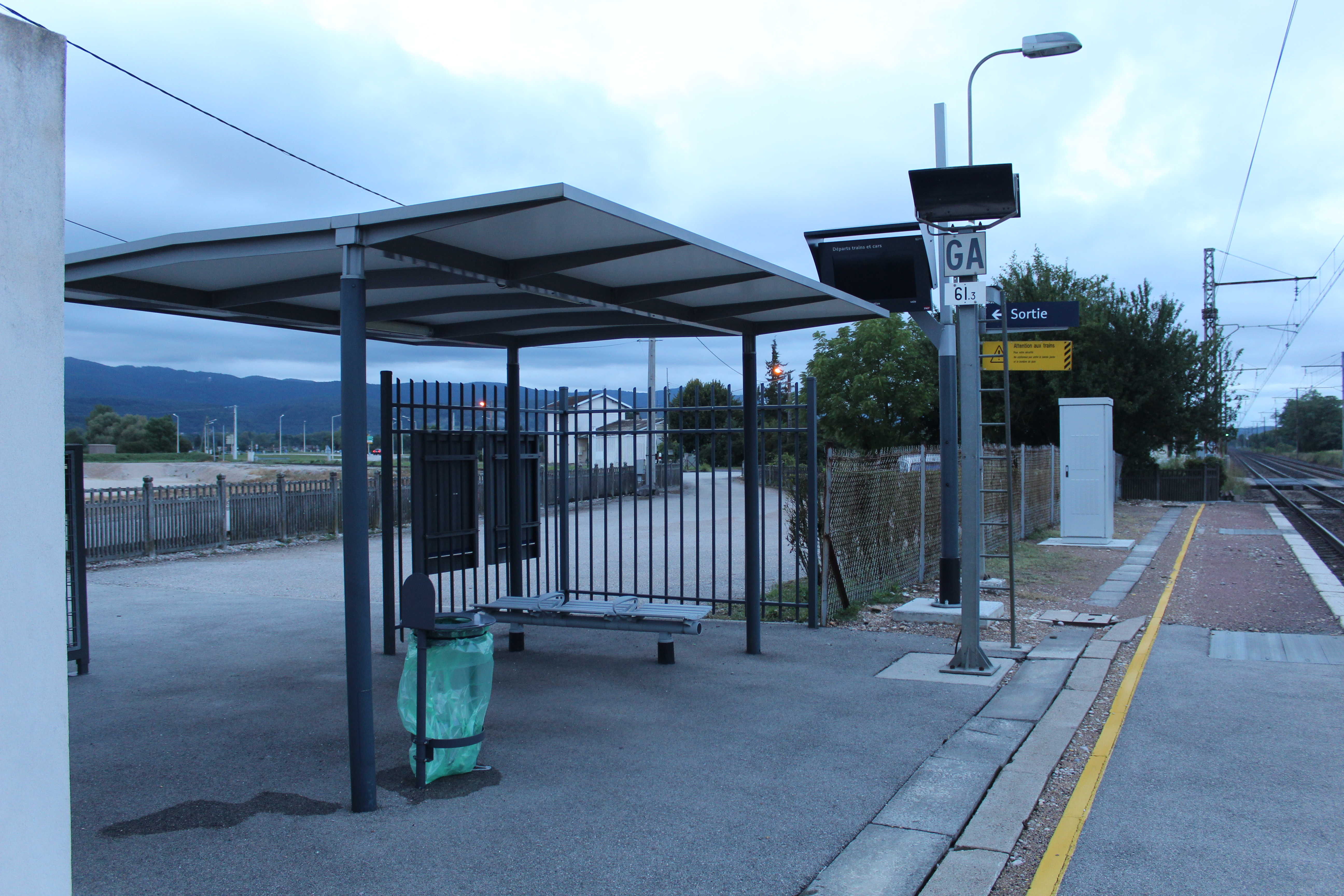
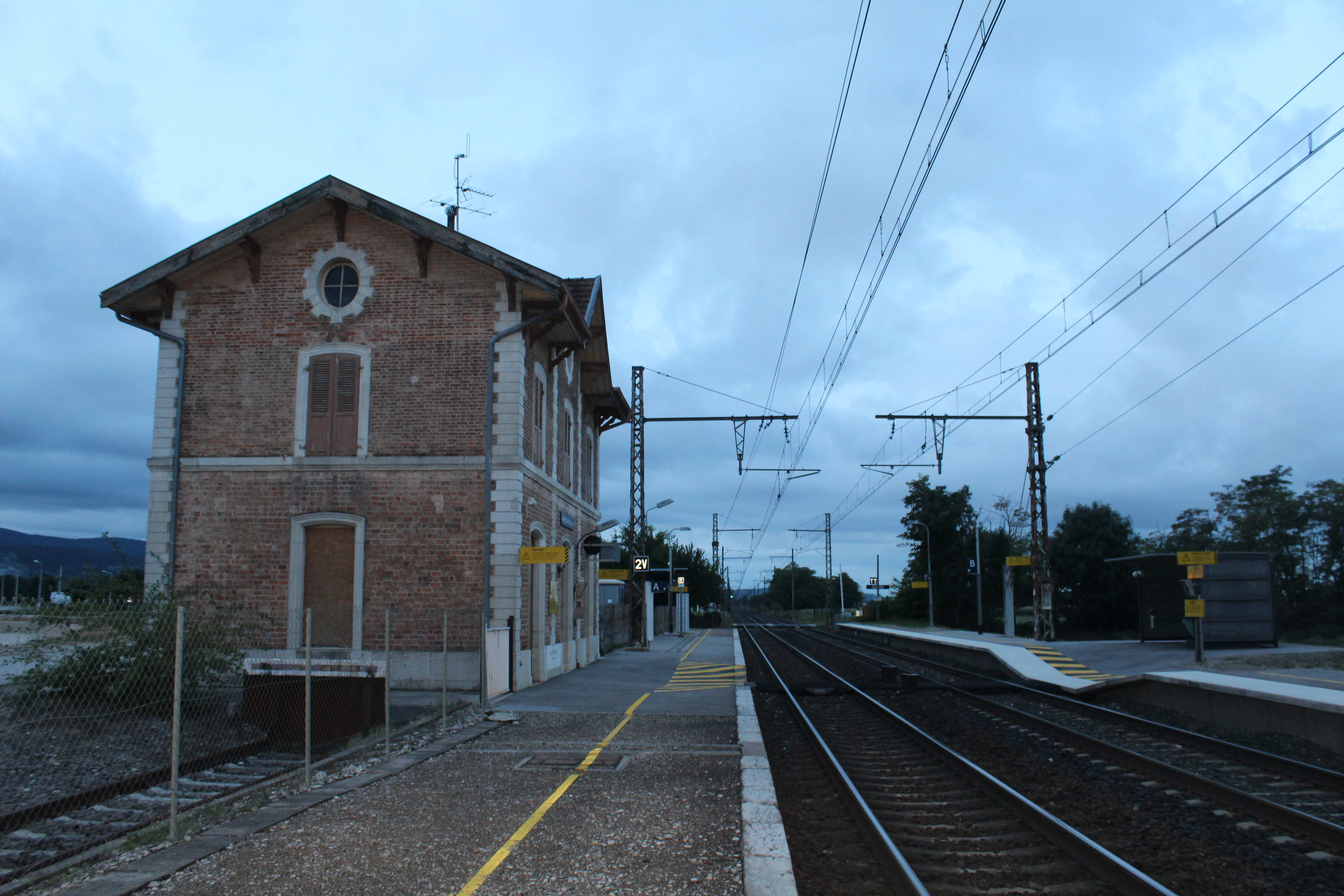
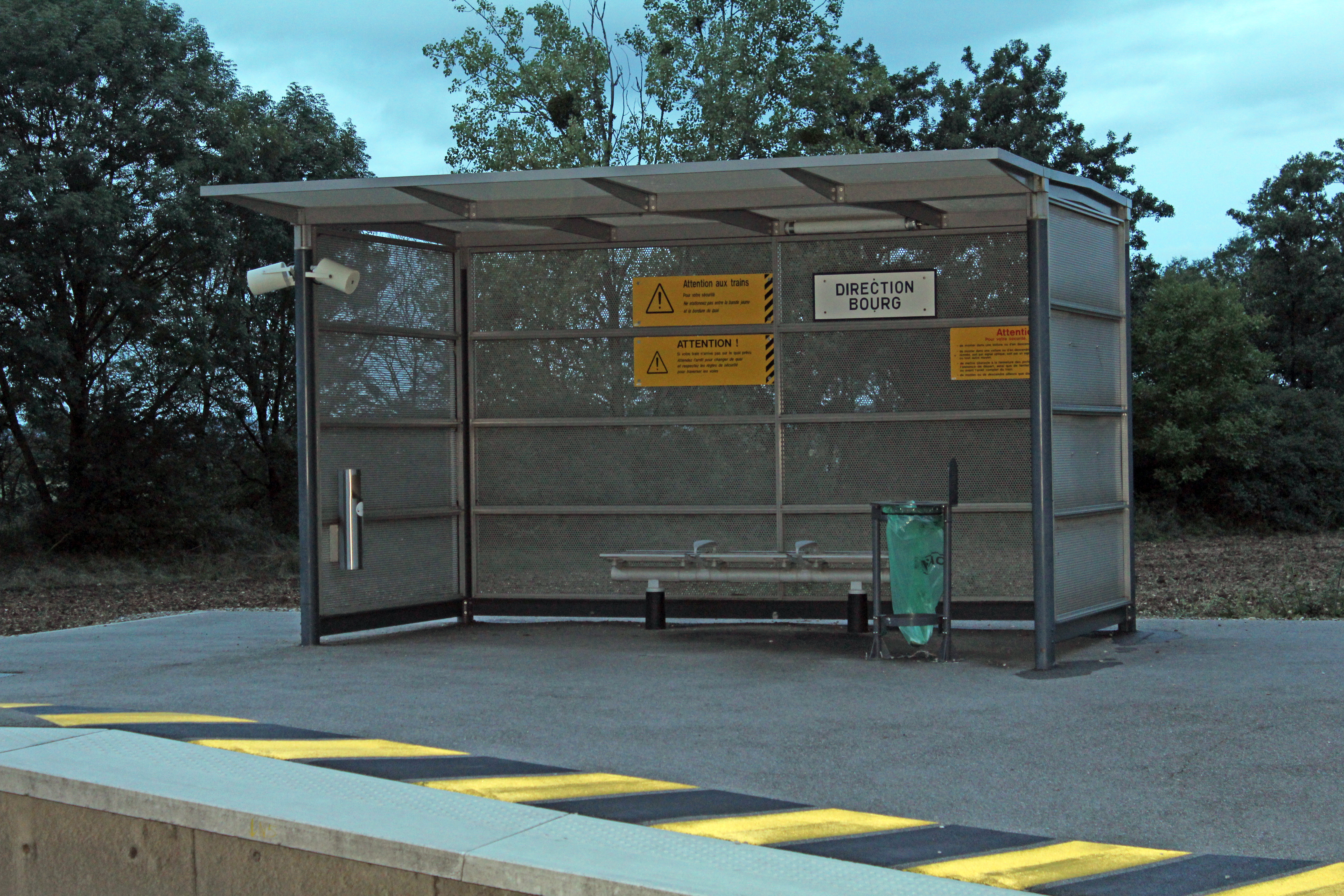

### Intermodalité
Un parc pour les vélos et un parking pour les véhicules y sont aménagés.
En renforcement du service ferroviaire, des cars TER desservent la gare.

## Service des marchandises
La gare est ouverte au service fret (code gare : 743146). Elle comporte une installation terminale embranchée, et également des voies de service, la rendant ouverte au service infrastructure SNCF.

Ancien bâtiment voyageurs
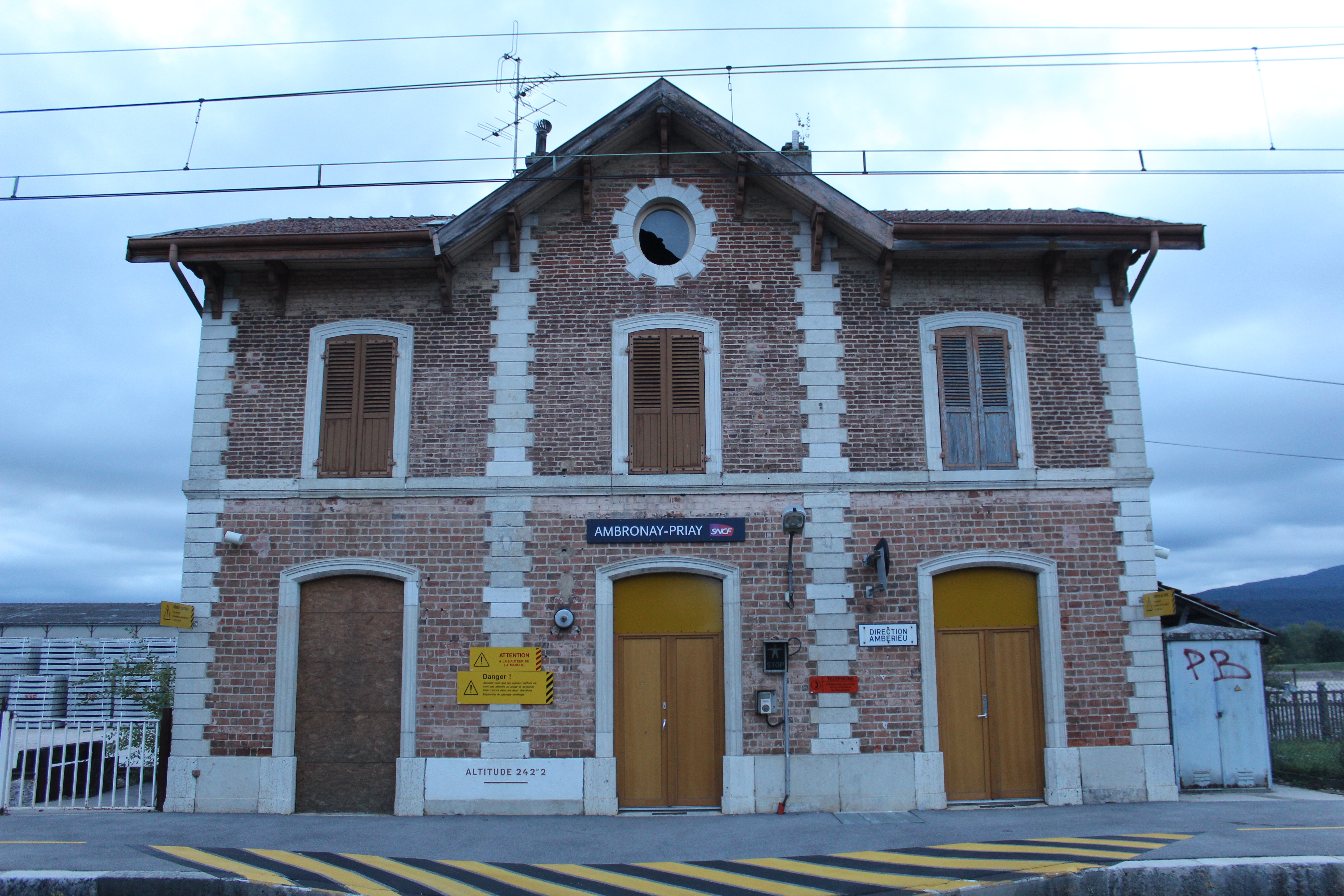
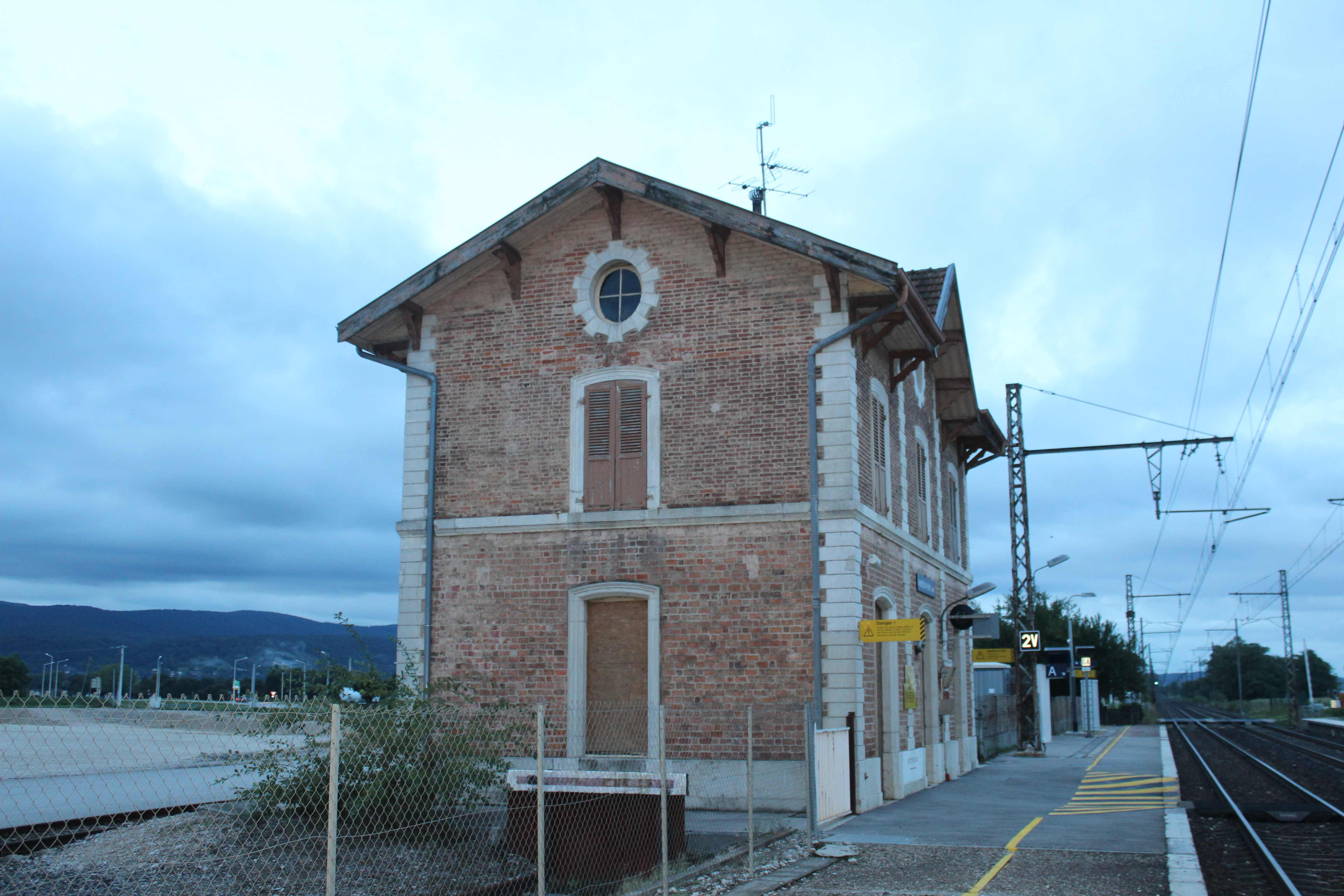
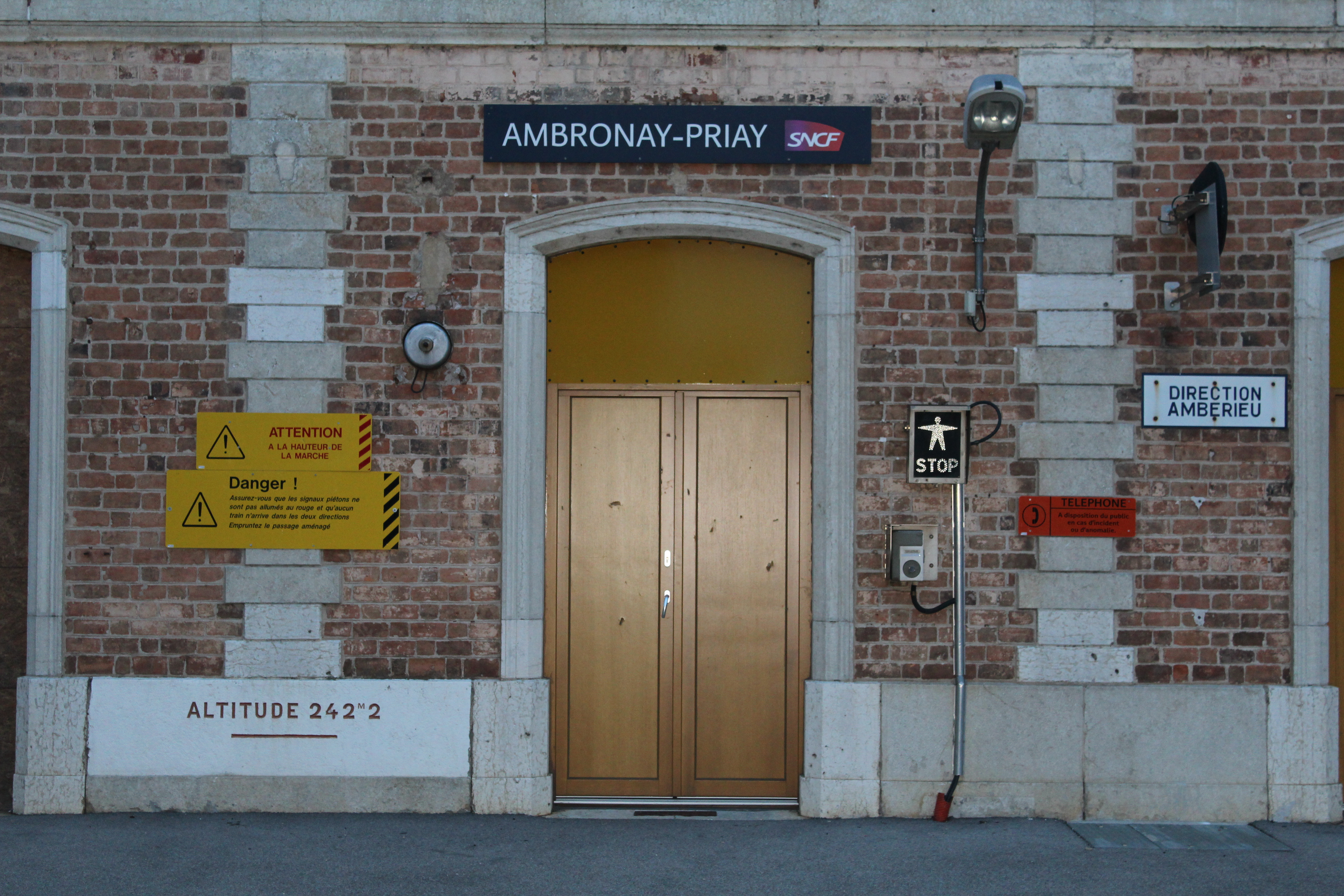